# Malhador
Malhador est une municipalité brésilienne située dans l'État du Sergipe.

## Histoire

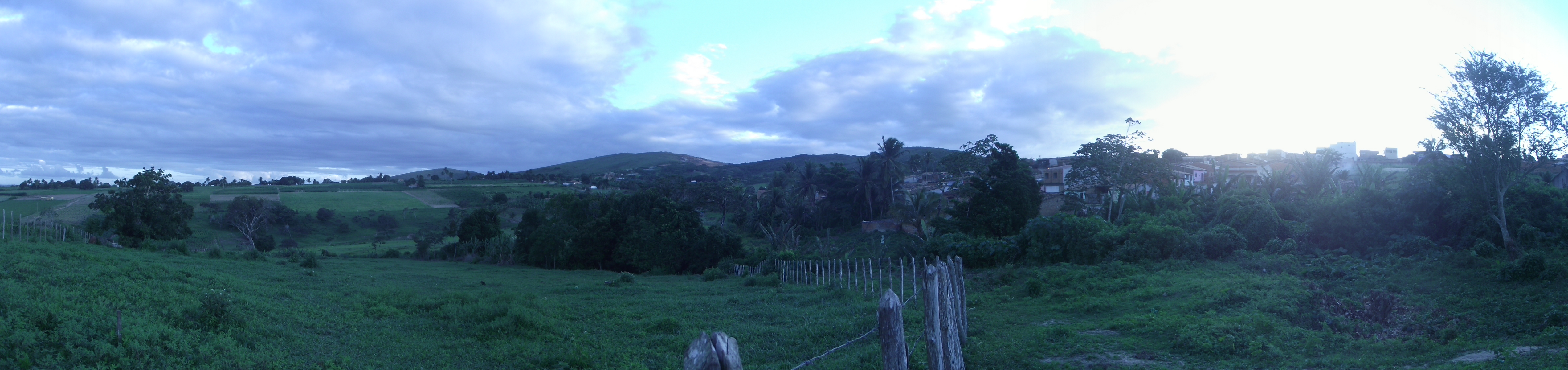
Vue panoramique de Malhador depuis Rua Nova Brasilia